# Taktzeit
Die Taktzeit (oder Arbeitstakt) ist in der Arbeitsablaufplanung und Arbeitsorganisation der Zeitraum, innerhalb dessen im Produktionsprozess Bauteile oder Fertigungsmaterial einen Arbeitsplatz verlassen und an einem nachgelagerten Arbeitsplatz desselben Betriebs weiterverarbeitet werden.

## Allgemeines
Der REFA-Verband definiert:

„Taktzeit – auch Arbeitstakt oder Takt genannt – ist die Zeit, in der jeweils eine Mengeneinheit fertiggestellt wird, damit das Fließsystem die Soll-Mengenleistung erbringt.“

Industrielle Produktionssysteme sind dadurch gekennzeichnet, dass die Herstellung eines bestimmten Produkts wegen der Arbeitsteilung meist mehrere Arbeitsgänge innerhalb einer festgelegten Ablauffolge durchlaufen muss, bis ein marktreifes Endprodukt entstanden ist. Nach Ablauf der Taktzeit wird das Halbfabrikat an die nächste Arbeitsstation übergeben und dort weiterbearbeitet. Je komplexer Produkte sind, umso mehr Arbeitsschritte und Taktzeiten sind für seine Herstellung erforderlich.
Die Taktzeit kann auch von Auftraggebern, Bestellern oder Kunden bei Einzelfertigung vorgegeben werden. Dann ist die Taktzeit der „vom nachgelagerten Prozess (Kunde) vorgegebene Zeitrahmen, der für die Produktion eines Teils zur Verfügung steht“. Diese Taktzeit errechnet sich wie folgt:
{\displaystyle {\text{Taktzeit}}={\frac {\text{tägliche Nettoarbeitszeit}}{\text{Verkaufsstückzahl pro Arbeitstag}}}}.
Veränderungen der Arbeitszeit wirken sich somit auf das Absatzvolumen aus.

## Wirtschaftliche Aspekte
Die Taktfertigung ist ein Fertigungsprinzip, das sich insbesondere für die Fließbandfertigung, Montagelinien und Straßenfertigung eignet. Wegen der monotonen Arbeitsschritte und der hohen Arbeitsintensität kommt als Entlohnungsform häufig die Akkordarbeit in Betracht. Taktung ist ein Fertigungsprinzip, bei dem jede Arbeitsstation einer Fertigungs- oder Montagelinie die gleiche Taktzeit zur Verfügung hat. Bei der Fließbandfertigung ist für die Arbeitsstationen einer so genannten Prüfstrecke die gleiche Zeitdauer zur Durchführung eines Arbeitsgangs (Taktzeit) vorgegeben. An diese Taktzeit müssen alle Arbeitsgänge angepasst werden; ist dies nicht möglich, muss die Straßenfertigung angewandt werden. Im Rahmen der Taktabstimmung oder Leistungsabstimmung versucht man die Arbeitsinhalte so zu verteilen, dass an allen Arbeitsplätzen des Arbeitssystems die Arbeitsinhalte möglichst gleichmäßig sind.
Die Veränderung der Taktzeit wirkt sich auf das Absatzvolumen aus. Wird die Taktzeit verkürzt, steigt das Arbeitsvolumen und umgekehrt. Damit einher geht auch der Fehlerquotient, der bei Verringerung der Taktzeit ansteigen kann und umgekehrt. Die Gefahr der Fehlproduktion, Fehlerkosten und anschließender Fehlmengen (oder Überbestände) nimmt bei verringerter Taktzeit zu. Umgekehrt kann bei erhöhter Taktzeit die Produktqualität steigen, was bei gegebener Nachfrage jedoch zu Angebotslücken oder Lieferengpässen führen kann. Veränderte Taktzeiten wirken sich deshalb auf das Lagerrisiko aus. Für Taktzeiten sind aus Gründen der Arbeitssicherheit und des Arbeitsschutzes in Tarifverträgen meist zeitliche Obergrenzen vorgesehen.
Veränderungen der Taktzeit stellen eine intensitätsmäßige Anpassung dar, die nach Erich Gutenberg eine entsprechende Änderung der betrieblichen Kapazität nach sich zieht. Nicht harmonisierte Taktzeiten führen zu unfreiwilligen Arbeitspausen (Kürzestpausen).